# Livio Reginaldo Fischione
Livio Reginaldo Fischione OFMCap (* 15. April 1925 in Tornimparte, Italien; † 11. Juni 2009 in Cartagena, Kolumbien) war Bischof der römisch-katholischen Kirche und Apostolischer Vikar von Riohacha, Kolumbien.

## Leben
Livio Reginaldo Fischione trat der Ordensgemeinschaft der Kapuziner bei und empfing am 19. Februar 1950 die Priesterweihe. Im folgenden Jahr kam er als Missionar nach La Guajira, wo er als Pfarrer in Riohacha, Manaure, Nazareth und Aremasain tätig war.
Papst Paul VI. ernannte ihn 1966 zum Titularbischof von Aquae in Byzacena und bestellte ihn zum Apostolischen Vikar im damaligen Vikariat Riohacha. Die Bischofsweihe spendete ihm am 12. Dezember 1966 der Nuntius und spätere Kardinal Giuseppe Paupini; Mitkonsekratoren waren Vicente Roig y Villalba OFMCap, Apostolischer Vikar in Valledupar, Kolumbien, und Miguel Saturnino Aurrecoechea Palacios OFMCap, Apostolischer Vikar in Machiques, Venezuela. Er war wesentlich involviert in den Aufbau eines Bildungssystems und ließ zahlreiche Schulen errichten. 1988 nahm Papst Johannes Paul II. seinen altersbedingten Rücktritt an.